# Kříž jeruzalémských poutníků
Kříž jeruzalémských poutníků (latinsky Signum Sacri Itineris Hierosolymitani, jinak také leoninský kříž) je záslužné papežské vyznamenání, jehož udělování zavedl v roce 1901 papež Lev XIII. Právo udělovat toto papežské vyznamenání bylo svěřeno františkánskému kustodovi Sv. země. Vyznamenání je uděleno poutníkům, kteří navštívili Svatou zemi a přispěli na potřeby Kustodie Svaté země. Je udělován ve třech stupních: bronzový, stříbrný a zlatý a má být pro poutníka připomínkou vykonané cesty.